# Billy Stewart Teaches Old Standards New Tricks
Billy Stewart Teaches Old Standards New Tricks è un album di Billy Stewart, pubblicato dalla Chess Records nel 1967. Il disco fu registrato nel dicembre del 1966 al Ter Mar Studios di Chicago, Illinois (Stati Uniti).

## Tracce
Lato A
1. Temptation – 2:10 (Arthur Freed, Nacio Herb Brown)
2. Exodus – 3:20 (Ernest Gold)
3. Fly Me to the Moon (In Other Words) – 2:55 (Bart Howard)
4. Let's Fall in Love – 2:52 (Harold Arlen, Ted Koehler)
5. Somewhere (da West Side Story) – 2:43 (Leonard Bernstein, Stephen Sondheim)
6. Ol' Man River – 3:32 (Jerome Kern, Oscar Hammerstein II)

Lato B
1. Every Day I Have the Blues – 2:53 (Peter Chatman)
2. Who Can I Turn To? (da Roar of the Greasepaint) – 3:15 (Anthony Newley, Leslie Bricusse)
3. Moonlight in Vermont – 3:15 (John Blackburn, Karl Suessdorf)
4. Secret Love – 2:55 (Paul Francis Webster, Sammy Fain)
5. When I Fall in Love – 3:18 (Edward Heyman, Victor Young)
6. It's All Right with Me – 3:25 (Cole Porter)

## Musicisti
- Billy Stewart - voce